# Fürchtegott Erhard Zwar

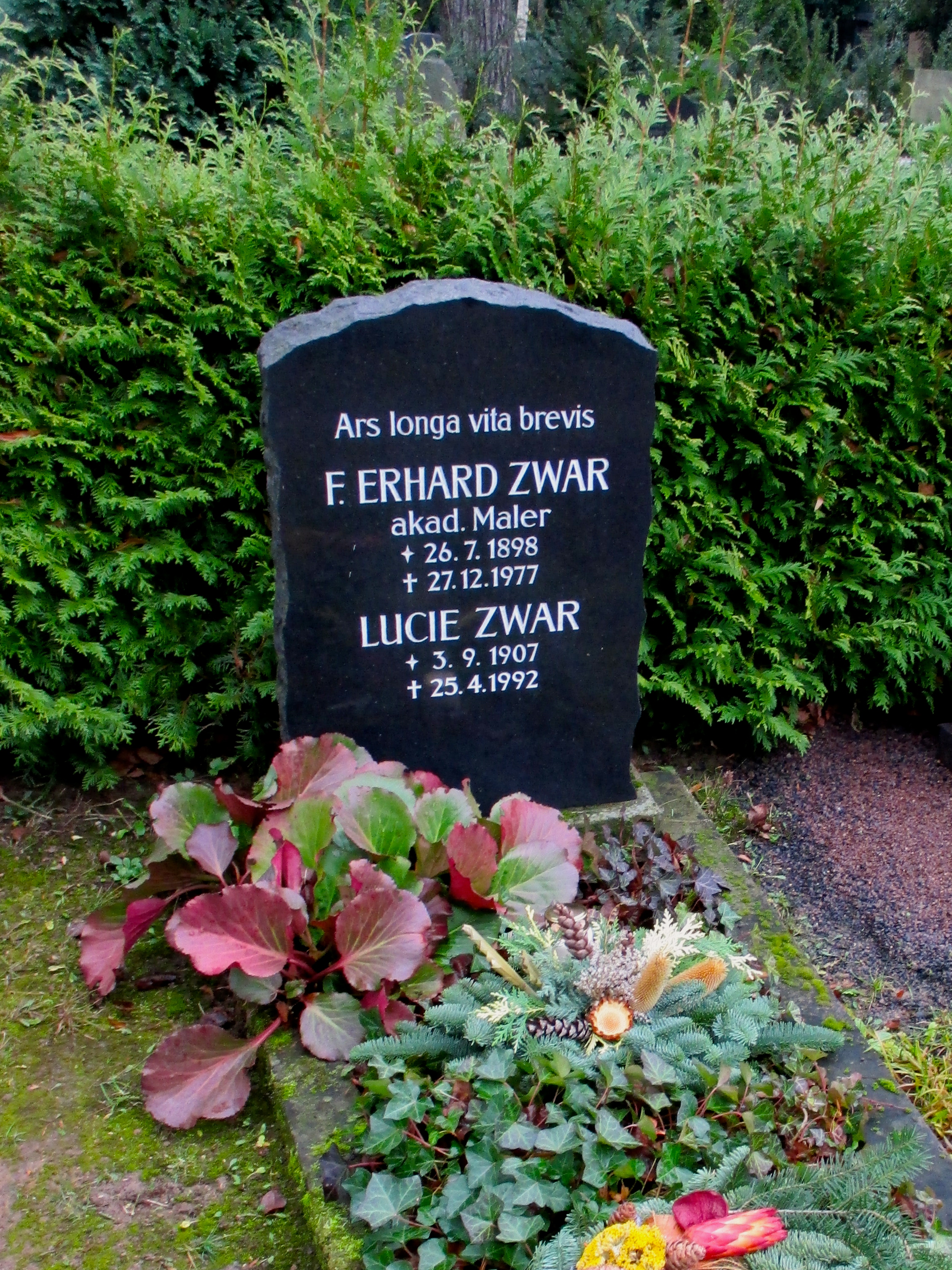
Grabstätte F. Erhard und Lucie Zwar auf dem Friedhof Naundorf-Zitzschewig

Fürchtegott Erhard Zwar (* 26. Juli 1898 in Kötzschenbroda; † 27. Dezember 1977 in Radebeul) war ein sächsischer Maler. Seine Porträts, Städtebilder und Landschaften erinnern mitunter an die Malerei der Spätromantik.

## Leben
Vor 1916 arbeitete er als Land- und Bauarbeiter in Radebeul. 1916 bis 1918 war er Soldat im Ersten Weltkrieg in Belgien und Frankreich; Zeichnungen, Aquarelle und erste Ölbilder entstehen.
Zwar studierte von 1926 bis 1932 Malerei an der Akademie der Bildenden Künste in Dresden. Dozenten waren Richard Müller, H. Dittrich, Georg Lührig und Robert Sterl. Mehrfach Meisterschüler. 1933 wurde ihm der „Stadtpreis von Dresden“ verliehen.
In den 1950er- und 1960er-Jahren Studienreisen (Riesengebirge, Hohe Tauern, Lausitz), die in seinem Werk vielfältigen Niederschlag fanden. 
Lebenslanger Wohnsitz in seinem einfachen, landwirtschaftlich geprägten Anwesen mit mehreren Um- und Anbauten im Rietzschkegrund 25 (1994 abgerissen) in Radebeul; um 1960 dort auch Errichtung eines schlichten Ateliergebäudes. Neben der künstlerischen Tätigkeit betrieb er stets eine kleine Landwirtschaft zur naturnahen Selbstversorgung sowie Erwerbsgartenbau (Obst und Gemüse). 
Als freischaffender Künstler malte Zwar dort bis zu seinem Tod in einem dem Publikum jederzeit offenen Atelier.
Sein Grab befindet sich auf dem Johannesfriedhof in Radebeul-Zitzschewig.
Der künstlerische Nachlass (weit über 100 Werke) befindet sich seit dem Tod seiner Witwe in der Obhut des Staatlichen Kunstfonds Sachsen.
Mehrere Bilder gehören zum Bestand der Städtischen Kunstsammlung Freital.
Ausstellungen nach dem Tode F. E. Zwars:
1979 Galerie Kühl, Dresden
1983 Schloß Hoflößnitz, Radebeul
1988 Museum Schloß Moritzburg
1996 Architekturbüro Baarß + Löschner, Radebeul
1998 Stadtgalerie Radebeul anlässlich des 100. Geburtstags

## Œuvre
- „Schlageterplatz in Dresden“ 1928
- „Frauenbildnis bei Kaminlicht“ um 1930
- „Schausteller“ Öl auf Pappe
- „Blick auf Brühlsche Terrasse...“ Öl/Leinwand
- „Motiv aus dem Erzgebirge“
- „Blick von der Schneekoppe“ 1932
- Dresdenansicht
- Waldbodenstück mit Frauenschuh
- Morgennebel über der Dresdner Heide
- Waldbodenstück mit Frauenschuh
- Sächsische Landschaft mit Blick in das Erzgebirge
- „Motiv aus dem Erzgebirge“
- „Schneeschmelze auf Wiesen im Rietzschkegrund“

In der Auflistung der Städtischen Kunstsammlung der Stadt Radebeul ist Erhard Zwar mit aufgeführt.